# Chansons pour Elle
Chansons pour Elle est le titre du dixième recueil poétique en vers de Paul Verlaine, publié en 1891 chez l'éditeur Léon Vanier.
Composé de vingt-cinq poèmes de longueur moyenne, la plus grande partie du recueil serait inspirée de la liaison du poète avec Philomène Boudin, « Esther », selon certains, ou avec Eugénie Krantz, « Mouton », selon d'autres. Œuvre à tonalité érotique, dans la même veine que Parallèlement (1889), mais consacrée à une personne en particulier, ses thèmes et sa langue vulgaires déjà maintes fois développés antérieurement, ou dans des œuvres plus marquées, consacrent la déchéance de l'auteur et son abandon de tout espoir de salut par la foi religieuse, les Liturgies intimes, parues l'année suivante, illustrant par leur artificialité l'échec de l'entreprise salvatrice du poète.

## Genèse et publication durecueil
Écrit probablement juste avant sa publication, le 26 décembre 1891 chez l'éditeur Léon Vanier selon le Journal de la Librairie, une dizaine de poèmes firent l'objet d'une pré-parution dans des revues entre mars et octobre de la même année. Tirée sur papier de Hollande (couverture rose), et à quelques exemplaires sur papier japon (couverture bleue), la première édition de l'œuvre est imprimée par Hérissey, et coûte 3 francs.

## Composition
Le recueil est composé de vingt-cinq pièces numérotées en chiffres romains, et ne possède ni préface ni avant-propos, habitude pourtant fréquente de la part de l'auteur pour la plupart de ses œuvres poétiques.
- I. « Tu n’es pas du tout vertueuse … »
- II. « Compagne savoureuse et bonne … »
- III. « Voulant te fuir … »
- IV. « Or, malgré ta cruauté … »
- V. « Jusques aux pervers nonchaloirs … »
- VI. « La saison qui s’avance … »
- VII. « Je suis plus pauvre que jamais … »
- VIII. « Que ton âme soit blanche ou noire … »
- IX. « Tu m’as frappé, c’est ridicule … »
- X. « L’horrible nuit d’insomnie ! … »
- XI. « Vrai, nous avons trop d’esprit … »
- XII. « Tu bois, c’est hideux ! presque autant que moi … »
- XIII. « Es-tu brune ou blonde ? … »
- XIV. « Je ne t’aime pas en toilette … »
- XV. « Chemise de femme, armure ad hoc … »
- XVI. « L’été ne fut pas adorable … »
- XVII. « Je ne suis plus de ces esprits philosophiques … »
- XVIII. « Si tu le veux bien, divine Ignorante … »
- XIX. « Ton rire éclaire mon vieux cœur … »
- XX. « Tu crois au marc de café … »
- XXI. « Lorsque tu cherches tes puces … »
- XXII. « J’ai rêvé de toi cette nuit … »
- XXIII. « Je n’ai pas de chance en femme … »
- XXIV. « Bien qu’elle soit ta meilleure amie … »
- XXV. « Je fus mystique et je ne le suis plus … »

### Éditions modernes de référence
- Œuvres poétiques complètes, texte établi et annoté par Y.-G. Le Dantec, Bibliothèque de la Pléiade, Gallimard, 1938 ; complété et présenté par Jacques Borel, 1962
- Œuvres complètes, présentation chronologique d'après manuscrits, textes originaux et variantes, par Jacques Borel et Samuel Silvestre de Sacy, 2 vol., Paris, Le Club du meilleur livre, 1959